# Gerechtelijk gebied

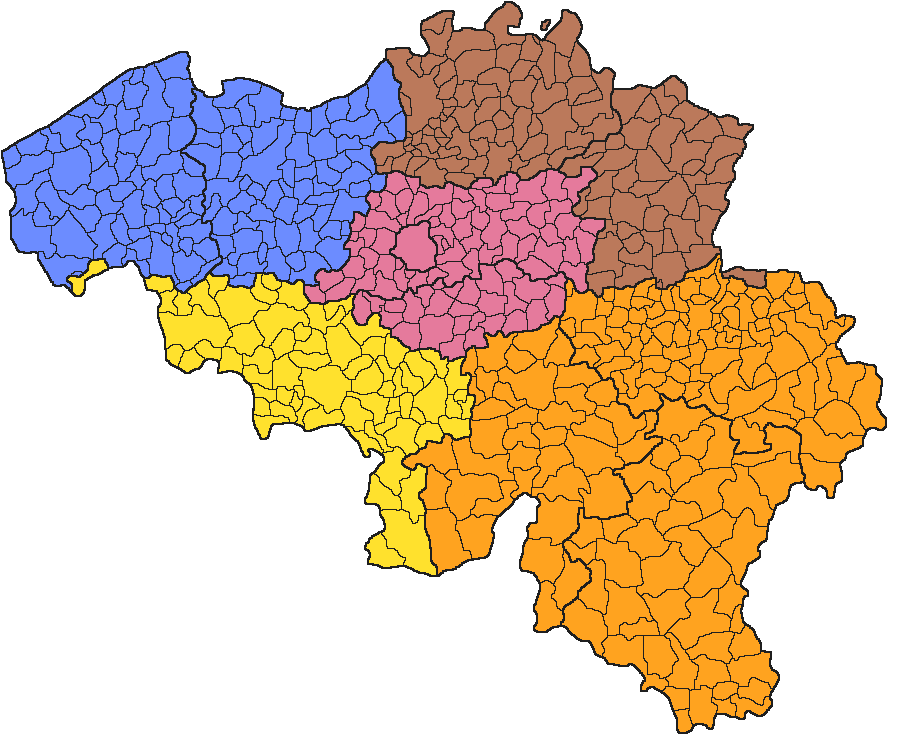
De vijf Belgische gerechtelijke gebieden.

Een gerechtelijk gebied (ressort) in België is de verzameling van een aantal gerechtelijke arrondissementen in één omschrijving, om redenen van organisatie van een beroepsprocedure.
Een gerechtelijk gebied beschikt over territoriale jurisdictie binnen zijn grondgebied.  De organen worden hoven genoemd en de uitspraken die geveld worden zijn arresten.
België telt 5 gerechtelijke gebieden:
- Gerechtelijk gebied Antwerpen: voor de provincies Antwerpen en Limburg (hoofdplaats: Antwerpen) en omvat zo'n 2,5 miljoen inwoners
- Gerechtelijk gebied Bergen: voor de provincie Henegouwen (hoofdplaats: Bergen) en omvat zo'n 1,3 miljoen inwoners
- Gerechtelijk gebied Brussel: voor het Brussels Hoofdstedelijk Gewest en de provincies Vlaams-Brabant en Waals-Brabant (hoofdplaats: Brussel) en omvat zo'n 2,6 miljoen inwoners
- Gerechtelijk gebied Gent: voor de provincies West-Vlaanderen en Oost-Vlaanderen (hoofdplaats: Gent) en omvat zo'n 2,5 miljoen inwoners
- Gerechtelijk gebied Luik: voor de provincies Luik, Namen en Luxemburg (hoofdplaats: Luik) en omvat zo'n 1,8 miljoen inwoners

## Geschiedenis
Ten tijde van de Belgische onafhankelijkheid telde België slechts twee Hoven van Beroep : dat van Brussel bevoegd voor de westelijke vijf provincies Antwerpen, Brabant, Henegouwen en West- en Oost-Vlaanderen en dat van Luik voor de oostelijke provincies Limburg, Luik, Namen en Luxemburg. Deze opdeling dateerde van 1800, met één uitzondering: tijdens de Franse periode viel de provincie Luxemburg (département des Forêts) onder het hof van beroep van Metz.
De Grondwet van 1831 voorzag de oprichting van een derde Hof van Beroep (art. 104) en met de wet van 4 augustus 1832 werd dat van Gent opgericht voor de provincies West- en Oost-Vlaanderen (ten nadele van dat van Brussel dat de provincies Antwerpen, Brabant en Henegouwen behield).
De gerechtelijk gebieden en Hoven van Beroep van Antwerpen en van Bergen werden eind 1974 opgericht
Daarvoor behoorden de provincies Antwerpen en Henegouwen bij het gerechtelijk gebied en Hof van Beroep van Brussel en Limburg bij dat van Luik.

## Gerechtelijke hiërarchie
- Oude indeling voor de hervorming van 1 maart 2013:

Nationaal recht